# Rubus howii
Rubus howii là loài thực vật có hoa trong họ Hoa hồng. Loài này được Merr. & Chun miêu tả khoa học đầu tiên năm 1940.